# Naples Foot-Ball Club 1917-1918
Questa voce raccoglie le informazioni riguardanti il Naples Foot-Ball Club nella stagione 1918.

## Stagione
In questa stagione il Naples non disputò il campionato per l'entrata in guerra dell'Italia. Il Naples partecipò con Internazionale e Puteoli alla Coppa Internazionale.

## Divise
| Manica sinistra · Manica sinistra · Maglietta · Maglietta · Manica destra · Manica destra · Pantaloncini · Calzettoni |

## Organigramma societario
Area direttiva
- Presidente:  Emilio Anatra

Area tecnica
- Allenatore: